# Els Witte
Pour les articles homonymes, voir Witte.
La baronne Elsa (dite Els), Witte, née le 30 septembre 1941 à Borgerhout, est une historienne belge d'expression néerlandaise, spécialisée en histoire contemporaine.

## Biographie
Après avoir été Aspirante du Fonds national de la recherche scientifique vers 1970 elle devint professeur à la Vrije Universiteit Brussel (VUB), elle y donnait les cours d'« Histoire politique de la Belgique », de « Société et institutions de l'époque contemporaine », d'« Applications de la critique historique » et de « Fonctions politiques de la communication de masse ». Elle fut également recteur de la VUB de 1994 à 2000, et membre du groupe Coudenberg.
Elle est la fondatrice/directrice du Centre pour l'étude interdisciplinaire de Bruxelles (Centrum voor de Interdisciplinaire Studie van Brussel) et de BRIO (Brussels Informatie-, Documentatie- en Onderzoekscentrum = Centre d'information, de documentation et de recherche sur Bruxelles).
Depuis 1988, elle est membre de la Koninklijke Vlaamse Academie van België voor Wetenschappen en Kunsten.

## Mandats
- Vice-présidente du Vlaamse Interuniversitaire Raad.
- Ancienne présidente du Conseil d'administration de la Vlaamse Radio- en Televisieomroep (BRTN).
- Membre effectif de la Koninklijke Vlaamse Academie van België voor Wetenschappen en Kunsten.
- Membre du conseil d'administration du Festival international des arts de Bruxelles.

## Distinction
- Chevalier de l'ordre de Léopold.
- Chevalier de l'ordre de Léopold II.

Elle fut élevée au rang de baronne (titre strictement personnel, donc non transmissible) en 1998.

## Publications scientifiques
En tant qu'auteure
- (nl) Els Witte, Het verloren koninkrijk : Het harde verzet van de Belgische orangisten tegen de revolutie 1828-1850, Anvers, De Bezige Bij Antwerpen, 2014, 496 p. (ISBN 978-9085425502)
- Els Witte (trad. Anne-Laure Vignaux), La construction de la Belgique : 1828-1847 [« De constructie van België : 1828-1847 »], Bruxelles, Le Cri, coll. « Histoire / Nouvelle Histoire de Belgique », 2010, 240 p. (ISBN 9782871065357)
- Els Witte, Le Royaume perdu, les orangistes belges contre la révolution, 1828-1850, Editions Samza, Bruxelles, 2016  (ISBN 978-2875930699)
- (nl) Els Witte, Belgische republikeinen. Radicalen tussen twee revoluties (1830-1850), éd. Polis, 2020, 432 p.

En tant que coauteure
- (nl) avec Alain Meynen et al., De geschiedenis van België na 1945, Standaard, Anvers, 2006, 576 p.  (ISBN 90-02-21963-6).
- (nl) avec Emmanuel Gerard, Eliane Gubin et Jean-Pierre Nandrin, Geschiedenis van de Belgische Kamer van Volksvertegenwoordigers : 1830-2002, Kamer van Volksvertegenwoordigers, Bruxelles, 2003, 517 p.  (ISBN 90-8074-204-X).
- (nl) avec Machteld De Metsenaere, Anja Detant, et al., Het Brussels Hoofdstedelijk Gewest en de taalwetgeving, VUBPress, Bruxelles, 1998, 158 p.  (ISBN 90-5487-190-3).
- (nl) avec Patricia Van den Eeckhout, et la collaboration de Jean-Claude Burgelman, Luc François et Marianne Meire, Bronnen voor de studie van de hedendaagse Belgische samenleving, Vrije Universiteit Brussel. Studiecentrum voor de Informatiebronnen betreffende de Maatschappijwetenschappen, Bruxelles, 1990, 344 p.
- avec Jan Craeybeckx, La Belgique politique de 1830 à nos jours : les tensions d'une démocratie bourgeoise, traduit du néerlandais par Serge Govaert, Labor, Bruxelles, 1987, 639 p.  (ISBN 2-8040-0269-1).
- (nl) avec Patricia Van den Eeckhout, et la collaboration de Jean-Claude Burgelman, Luc François et Marianne Meire, Bronnen voor de studie van de hedendaagse Belgische samenleving, De Nederlandsche Boekhandel, Anvers-Amsterdam, 1986, 672 p.  (ISBN 90-289-1128-6).
- avec Hugo De Schampheleire et Fernand V. Borné, Bibliografische bijdrage tot de geschiedenis der Belgische Vrijmestelarij, 1798-1855 — Essai bibliographique relatif à l'histoire de la Franc-Maçonnerie belge, 1798-1855, Aurelia, Louvain, 1973, 198 p.

En tant que directrice ou éditrice
- (nl) Els Witte (dir.), De Belgische vrijdenkersorganisaties (1854-1914) : Onstaan, ontwikkeling en rol, Vrije Universiteit Brussel. Centrum voor de Studie van de Verlichtingen van het Vrije Denken, Bruxelles, 1977.

En tant que codirectrice ou coéditrice
- (nl) avec Els Deslé et Ron Lesthaeghe (éd.), Denken over migranten in Europa, VUBPress, Bruxelles, 1993, 230 p.  (ISBN 90-5487-028-1).
- avec René De Preter (dir.), Histoire de l'épargne sociale à travers l'évolution de la banque d'épargne codep et de ses prédécesseurs, Labor, Bruxelles, 1989, 534 p.  (ISBN 2-8040-0494-5).
- avec José Gotovitch (éd.), La Belgique et la guerre civile d'Espagne — België en de Spaanse Burgeroorlog, Dhondt-Stichting, Gand, 1987, 2 vol.

## Autres publications
- (nl) De breedte van het scherm : pleidooi voor de openbare televisie, Icarus, Anvers, 1994, 71 p.  (ISBN 90-02-19827-2)